# Nézsa

pałac w Nézsie z lotu ptaka

Nézsa – wieś i gmina w północnej części Węgier, w pobliżu miasta Rétság. Miejscowość leży na obszarze Średniogórza Północnowęgierskiego, w pobliżu granicy ze Słowacją. Administracyjnie należy do powiatu Rétság, wchodzącego w skład komitatu Nógrád.
We wsi znajduje się zabytkowy pałac.
Gmina Nézsa liczy 1091 mieszkańców (2009) i zajmuje obszar 18,68 km².